# Kinoprogrammpreise der Landeshauptstadt München
Mit den Kinoprogrammpreisen der Landeshauptstadt München werden jährlich engagierte Filmtheater mit künstlerisch und soziokulturell wertvollem Programmangebot ausgezeichnet. Die Stadt München würdigt damit die wichtige Rolle der Programm- und Arthouse-Kinos für die kulturelle Vielfalt der Stadt und will einen Beitrag zur Existenzsicherung dieser Unternehmen leisten.
Seit 2022 werden jährlich neun Preise in Höhe von je 7500 Euro vergeben, vorher waren es nur sechs Preisträger pro Jahr. Die Auswahl der Preisträger übernimmt die Jury für die Starter-Filmpreise. Die Kinoprogrammpreise werden jeweils im Herbst zusammen mit den Starter-Filmpreisen verliehen.

## Preisträger
2024
- Thomas Kuchenreuther für das ABC Kino
- Markus Eisele und Christian Pfeil für das Arena Filmtheater
- Holger Trapp, Heinrich-Georg Koster und Jan Rost für die City-Atelier Kinos München
- Mathias Wild und Matthias Stolz für die Museum Lichtspiele
- Thomas Wilhelm für das Neue Rex
- Markus Eisele und Christian Pfeil für den Rio Filmpalast
- Louis Anschütz und Hermine Bek für das Studio Isabella
- Marlies Kirchner für Theatiner Filmkunst
- Wolfgang Bihlmeir, Bernd Brehmer, Doris Kuhn und Erich Wagner für das Werkstattkino

2023
- City Kinos München – Bruno Börger und Holger Trapp
- Filmtheater Sendlinger Tor – Fritz Preßmar und Christoph Preßmar
- Leopold Kino – Thomas Kuchenreuther
- Monopol Kino – Markus Eisele und Christian Pfeil
- Neues Maxim – Anne Harder
- Neues Rottmann – Thomas Wilhelm
- Studio Isabella – Louis Anschütz und Hermine Bek
- Theatiner Filmkunst – Marlies Kirchner
- Werkstattkino – Wolfgang Bihlmeir, Bernd Brehmer, Doris Kuhn und Erich Wagner

2022
- ABC Kino – Thomas Kuchenreuther
- Arena Filmtheater – Markus Eisele und Christian Pfeil
- Filmtheater Sendlinger Tor – Fritz und Christoph Preßmar
- Kino Solln – Francois Duplat und Georg Kloster
- Neues Maxim – Anne Harder
- Neues Rottmann – Thomas Wilhelm
- Rio Filmpalast – Markus Eisele und Christian Pfeil
- Theatiner Filmkunst – Marlies Kirchner
- Werkstattkino e.V. – Wolfgang Bihlmeir, Bernd Brehmer, Doris Kuhn und Erich Wagner

2021
- Thomas Kuchenreuther für das ABC Kino
- Fritz Preßmar und Christoph Preßmar für das Filmtheater Sendlinger Tor
- Thomas Wilhelm für das Neue Rex Filmtheater
- Daniel Kuonen und Kerstin Schmidt für den Rio Filmpalast
- Marlies Kirchner für das Theatiner Filmkunst
- Wolfgang Bihlmeir, Bernd Brehmer, Doris Kuhn und Erich Wagner für das Werkstattkino

2020
- Bruno Börger und Holger Trapp für City Kinos München
- Markus Eisele und Christian Pfeil für Monopol Kino
- Anne Harder für Neues Maxim
- Thomas Wilhelm für Neues Rottmann
- Louis Anschütz für Studio Isabella
- Marlies Kirchner für Theatiner Filmkunst

2019
- Thomas Wilhelm für Neues Rex Filmtheater
- Thomas Kuchenreuther für das ABC Kino
- Fritz & Christoph Preßmar für das Filmtheater Sendlinger Tor
- Markus Eisele & Christian Pfeil für das Arena Filmtheater
- Wolfgang Bihlmeir für das Werkstattkino e.V.
- Elisabeth Kuonen-Reich (†) (posthum) für den Rio Filmpalast

2018
- Bruno Börger für das City Kinos München
- François Duplat, Georg Kloster für das Kino Solln
- Markus Eisele, Christian Pfeil für das Monopol Kino
- Anne Harder für das Neue Maxim
- Louis Anschütz für das Studio Isabella
- Marlies Kirchner für das Theatiner Filmkunst

2017
- Thomas Kuchenreuther für das ABC Kino
- Fritz und Christoph Preßmar für das Filmtheater Sendlinger Tor
- Mathias H. Wild und Matthias Stolz für die Museum Lichtspiele
- Elisabeth Kuonen-Reich für den Rio Filmpalast
- Marlies Kirchner für das Theatiner Filmkunst
- Wolfgang Bihlmeier, Bernd Brehmer, Doris Kuhn, Erich Wagner für das Werkstattkino

2016
- Markus Eisele und Christian Pfeil für das Arena Filmtheater
- Georg Kloster für das Atelier 1 + 2
- Hans Walter Büche und Alexandra Gmell für das Gabriel Filmtheater
- Siegfried Daiber für das Maxim Kino
- Louis Anschütz für das Studio Isabella
- Wolfgang Bihlmeir, Bernd Brehmer, Doris Kuhn und Erich Wagner für das Werkstattkino e.V.

2015
- Christoph Ott und Dagmar Hirtz für das ARRI-Kino
- Dr. Dieter Buchwald für das CINEMA-Filmtheater
- François Duplat und Georg Kloster für das Kino Solln
- Markus Eisele und Christian Pfeil für das Monopol
- Elisabeth Kuonen-Reich für den Rio-Filmpalast
- Marlies Kirchner für das Theatiner Filmkunst

2014
- Markus Eisele und Christian Pfeil für das Arena Filmtheater
- Jonathan Rosenwanger für das Cadillac & Veranda
- Fritz und Christoph Preßmar für das Filmtheater Sendlinger Tor
- Mathias H. Wild und Mathias Stolz für das Museum Lichtspiele München
- Thomas Wilhelm für das Neue Rottmann
- Louis Anschütz für das Studio Isabella

2013
- Thomas Kuchenreuther für das ABC Kino
- Dr. Dieter Buchwald für das Cinema
- Francois Duplat und Claus Boje für das Kino Solln
- Thomas Wilhelm für das Neue Rex
- Marlies Kirchner für die Theatiner Filmkunst
- Wolfgang Bihlmeir, Bernd Brehmer, Doris Kuhn und Erich Wagner für das Werkstattkino

2012
- Peter Sehr und Dagmar Hirtz für das Arri Kino
- Georg Kloster für das Atelier Kino
- Siegfried Daiber für das Maxim
- Christian Pfeil für das Monopol
- Elisabeth Kuonen-Reich für den Rio Filmpalast
- Wolfgang Bihlmeir, Bernd Brehmer, Doris Kuhn und Erich Wagner für das Werkstattkino

2011
- Steffen und Thomas Kuchenreuther für das ABC Kino
- Georg Kloster für das Atlantis 1 und 2
- Louis Anschütz für das Studio Isabella
- Christian Pfeil und Markus Eisele für das Neue Arena
- Thomas Wilhelm für das Neue Rottmann
- Marlies Kirchner für die Theatiner Filmkunst

2010
- Georg Kloster für das Atelier 1 und 2
- Jonathan Rosenwanger für das Cadillac und Veranda
- Fritz und Christoph Preßmar für das Filmtheater Sendlinger Tor
- Hans Walter Büche und Alexandra Gmell für die Gabriel Lichtspiele 1 und 2
- François Duplat und Georg Kloster für das Kino Solln
- Erich Wagner, Wolfgang Bihlmeir, Doris Kuhn, Bernd Brehmer und Maren Bornemann für das Werkstattkino

## Weitere Kinoprogrammpreise
Einen Kinoprogrammpreis vergibt auch der Beauftragte der Bundesregierung für Kultur- und Medien.